# ESPACE
計算複雑性理論において、複雑性クラス ESPACE とは、決定性チューリング機械で 2O(n) の領域で解ける決定問題の集合である。
EXPSPACE も参照されたい。